# Sandhammaren-Kåseberga
Sandhammaren-Kåseberga este o arie protejată (arie specială de conservare — SAC, sit de importanță comunitară — SCI) din Suedia întinsă pe o suprafață de 1.252,8 ha, integral pe uscat.

## Localizare
Centrul sitului Sandhammaren-Kåseberga este situat la coordonatele 55°23′18″N 14°09′50″E / 55.3883°N 14.164°E.

## Înființare
Situl Sandhammaren-Kåseberga a fost declarat sit de importanță comunitară în ianuarie 1997 pentru a proteja 1 specie de plante. Situl a fost protejat și ca arie specială de conservare în martie 2011.

## Biodiversitate
Situată în ecoregiunile continentală și marină baltică, aria protejată conține 14 habitate naturale: Păduri de stejar sau de stejar și carpen sub-atlantice și medio-europene de Carpinion betuli, Păduri acidofile de stejar bătrân cu Quercus robur pe câmpii nisipoase, Dune mobile de-a lungul țărmului cu Ammophila arenaria („dune albe”), Dune mobile cu vegetație embrionară, Dune împădurite din regiunile atlantică, continentală și boreală, Pajiști fino-scandinave uscate până la mezice, bogate în specii de altitudine mică, Dune de coastă fixe cu vegetație erbacee („dune gri”), Vegetație perenă pe țărmurile stâncoase, Bancuri de nisip acoperite în permanență slab de apă marină, Dune cu Salix repens ssp. argentea (Salicion arenariae), Pajiști uscate seminaturale și facies de acoperire cu tufișuri pe substraturi calcaroase (Festuco-Brometalia) (* situri importante pentru orhidee), Pajiști uscate europene, Vegetație anuală la limita mareei, Pajiști calcaroase din nisipuri xerice.
La baza desemnării sitului se află o specie protejată de  plante: Dianthus arenarius subsp. arenarius.